# Augustyn Klimek
Augustyn Klimek (ur. 26 stycznia 1892 w Wójtowie, zm. 15 sierpnia 1982 w Nowym Mieście Lubawskim) – polski nauczyciel, działacz społeczny i oświatowy.

## Życiorys
Urodził się 26 stycznia 1892 w Wójtowie na Warmii, w rodzinie Antoniego i Barbary Klimków. Ukończył katolickie Seminarium Nauczycielskie w Bydgoszczy. Pracował od kwietnia 1920 jako organizator i kierownik pierwszej Katolickiej Szkoły Polskiej w Gietrzwałdzie. Został członkiem Towarzystwa Czytelni Ludowych (TCM), potem prezesem TCL na Warmii. Był prezesem warmińskiego oddziału Towarzystwa Nauczycieli Polskich w Niemczech i uczestniczył w pracach plebiscytowych. Organizował także w 1920 roku Katolicką Szkołę Polską w Worytach pod Olsztynem. 
Kiedy szkoła polska w Gietrzwałdzie została po plebiscycie na Warmii i Mazurach w lipcu 1920 zamknięta, przeprowadził się do korytarza polskiego i pracował od września 1920 jako nauczyciel w Radzyniu Chełmińskim. W latach 1925–1939 sprawował funkcję kierownika w szkole oraz był od 1927 do 1939 zastępcą burmistrza w Radzyniu Chełmińskim. W okresie okupacji był szykanowany przez Gestapo. 
Organizował szkolnictwo w województwie olsztyńskim. Od lutego 1945 do 10 czerwca 1945 kierował Szkołą Podstawową w Radzyniu Chełmińskim. W 1946 zamieszkał w Nowym Mieście Lubawskim, gdzie pracował jako inspektor oświaty rolniczej. 
Od 17 grudnia 1949 do 1950 roku był przewodniczącym Komitetu Zjednoczonego Stronnictwa Ludowego (ZSL). Będąc członkiem Powiatowej Rady Narodowej przewodniczył Komisji Oświaty i Kultury, a w latach 1950–1960 pracował jako kierownik referatu w Wydziale Rolnictwa Prezydium Powiatowej Rady Narodowej w Nowym Mieście Lubawskim. W roku 1960 przeszedł na emeryturę. 
Był członkiem Związku Nauczycielstwa Polskiego. Zorganizował towarzystwo śpiewu Harmonia. Był przewodniczącym rady nadzorczej Banku Ludowego w Radzyniu Chełmińskim. Uczestniczył w pracach sejmiku powiatowego w Grudziądzu. 
Jego wspomnienia ukazywały się na łamach „Słowa na Warmii i Mazurach”.

## Ordery i odznaczenia
- Krzyż Kawalerski Orderu Odrodzenia Polski
- Brązowy Krzyż Zasługi (7 listopada 1929)[3]

## Upamiętnienie
Tablica pamiątkowa na budynku szkoły w Gietrzwałdzie oraz głaz z napisem: „W tym miejscu w roku 1920 mieściła się polska szkoła w Gietrzwałdzie. Uczyli w niej ugruntowując polskość Maria Bem i Augustyn Klimek”.

## Wybór publikacji
- Zdarzyło się w Gietrzwałdzie 29 czerwca 1920 roku, [w:] Jan Ginter Chłosta: Warmińskie pokolenia. Wydawnictwo Edytor Wers, Olsztyn 2007, ISBN 978-83-60488-07-2, s. 65–67.
- Klimek, Augustyn: Wywiad z zapomnianym synem ziemi warmińskiej, [w]: „Słowo na Warmii i Mazurach” nr 6–8, 1962, s. 3.